# Zanclopteryx conspersa
Zanclopteryx conspersa là một loài bướm đêm trong họ Geometridae.